# 受限規格
受限規格（英語：limited standard）是一個曾由美國聯邦陸軍在二戰期間使用過的術語。該術語是用來稱呼像M22蝗蟲坦克這樣的裝備的。這樣的裝備雖然滿足了美國軍械局的某些要求，但是卻沒有達到足以讓軍械局允許其投產並入役的水準的裝備。

### 書目
- Flint, Keith. . Helion & Company Ltd. 2006. ISBN 1-874622-37-X.